# 末廣町站 (東京都)
末廣町站（日语：／ Suehirochō eki */?）是位於日本東京都千代田區外神田，屬於東京地下鐵銀座線的鐵路車站。車站編號是G 14。

## 歷史
- 1930年（昭和5年）1月1日：伴隨東京地下鐵道上野站至萬世橋假停留場開業而開設。
- 1941年（昭和16年）9月1日：東京地下鐵道、路線轉讓與帝都高速度交通營團（營團地下鐵）。
- 2003年（平成15年）2月：成為業務委託站。
- 2004年（平成16年）4月1日：營團地下鐵民營化。銀座線由東京地下鐵繼承。
- 2015年（平成27年）6月19日：引入發車音樂[2]。

## 車站
車站位於中央通與藏前橋通的「外神田五丁目」交差點正下方位置。是對向式月台2面2線的地下車站。由於月台間沒有通道連接，所以入站前需要先確認列車方向。出入口分別在交差點4角，其中1個位於大樓中。中央通東側為澀谷方向、西側為淺草方面的專用出入口。出入口有樓梯升降機，但無電梯或電扶梯。
因鄰近秋葉原電氣街，月台壁面採用家電等具有電氣街意味的設計。

### 月台配置
| 月台 | 路線   | 目的地                     |
| ---- | ------ | -------------------------- |
| 1    | 銀座線 | 日本橋、銀座、澀谷方向     |
| 2    | 銀座線 | 上野廣小路、上野、淺草方向 |

（來源：東京地下鐵:構內圖 （页面存档备份，存于））

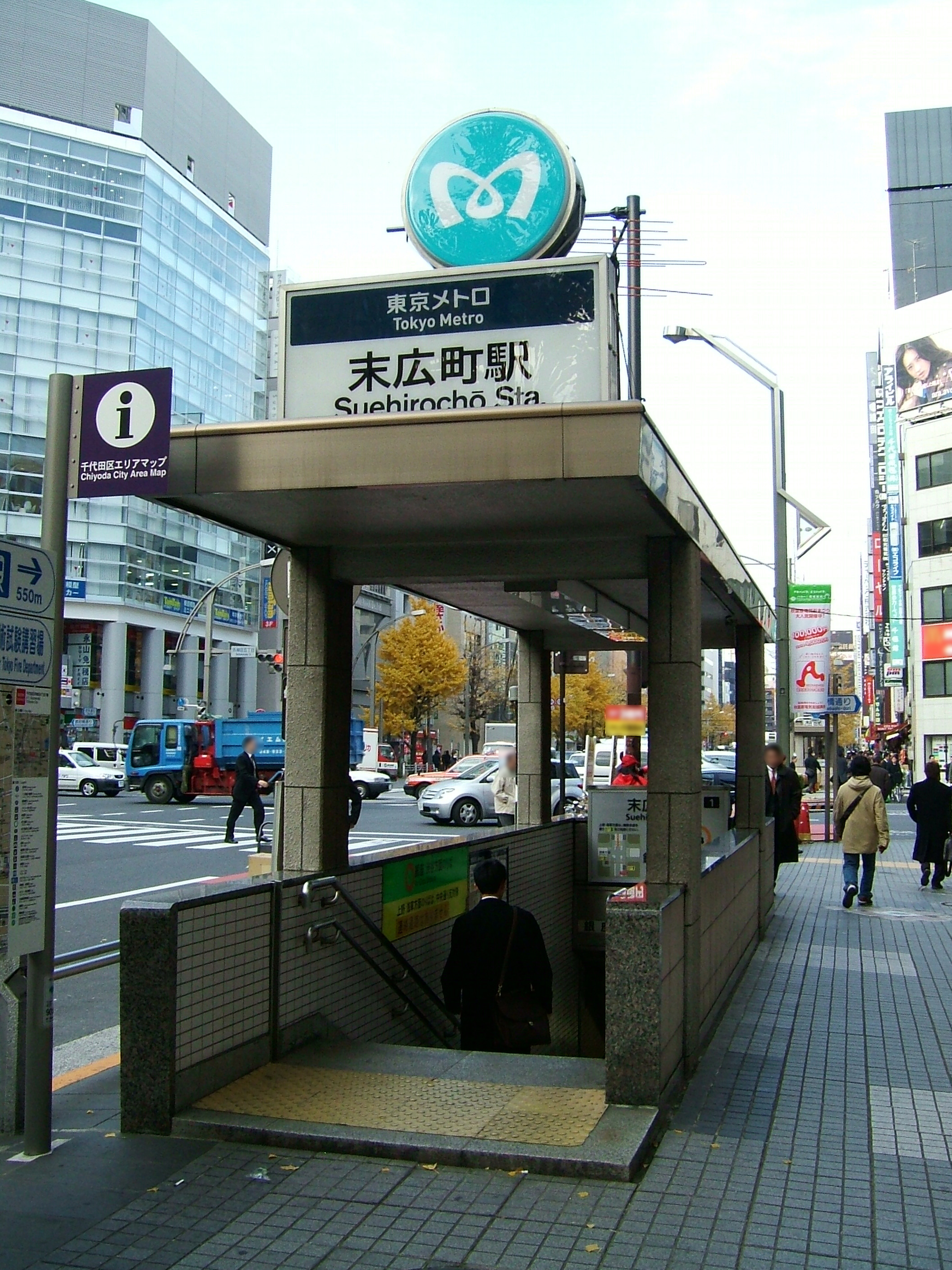
翻新前的1號出入口（2006年12月）
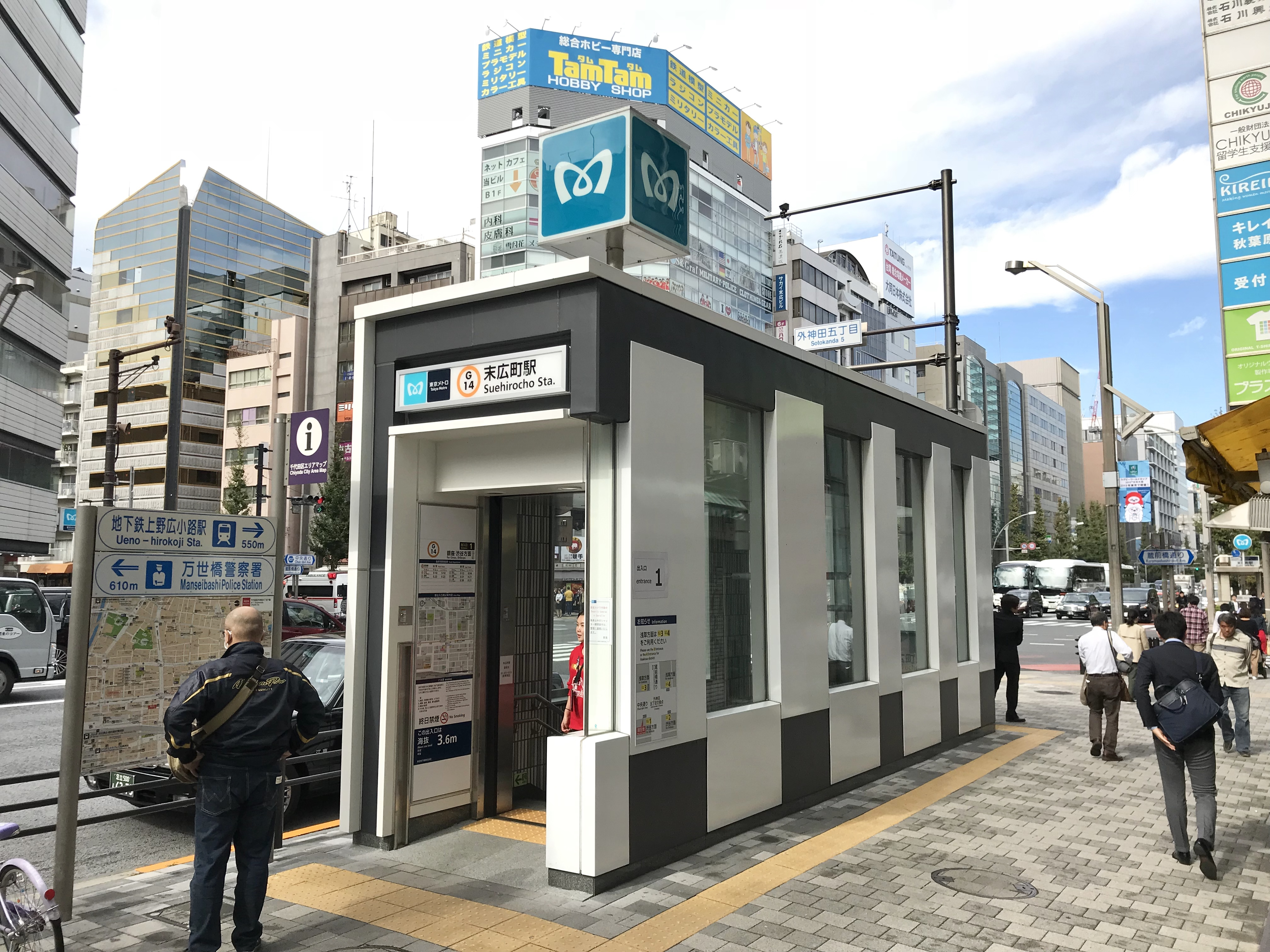
翻新後的1號出入口（2018年10月）
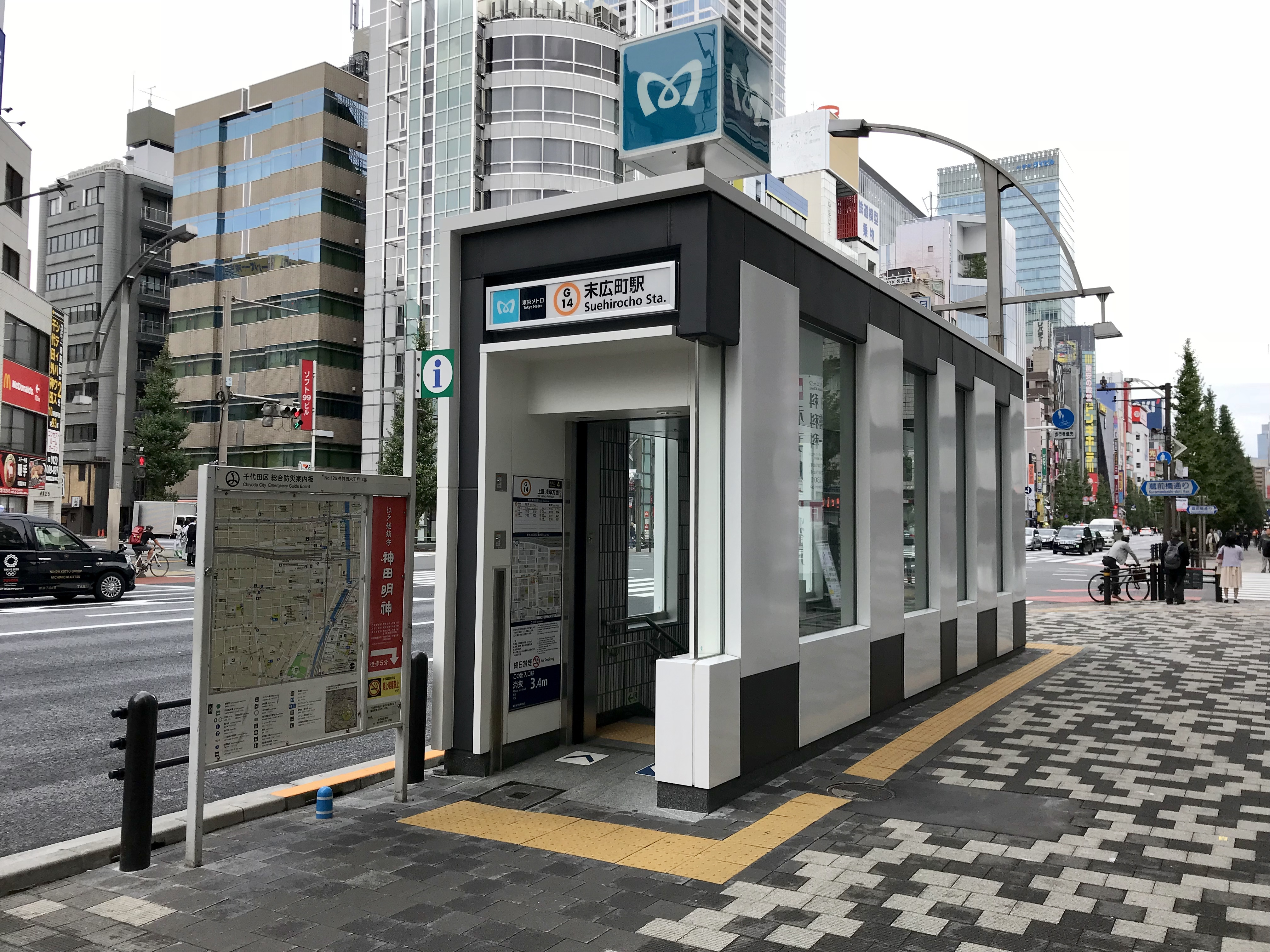
4號出入口（2018年10月）
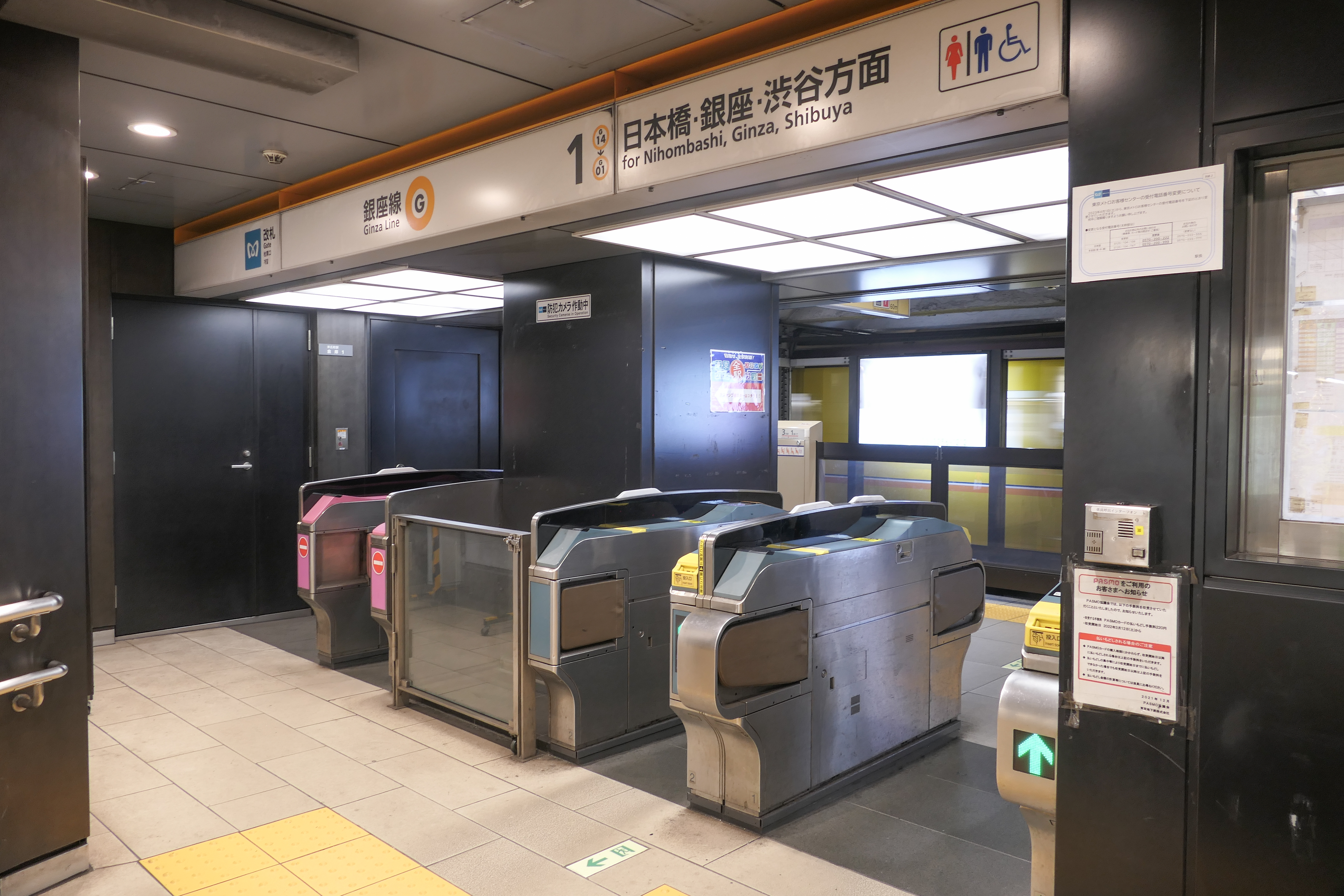
1號月台側的驗票閘口（2024年4月）
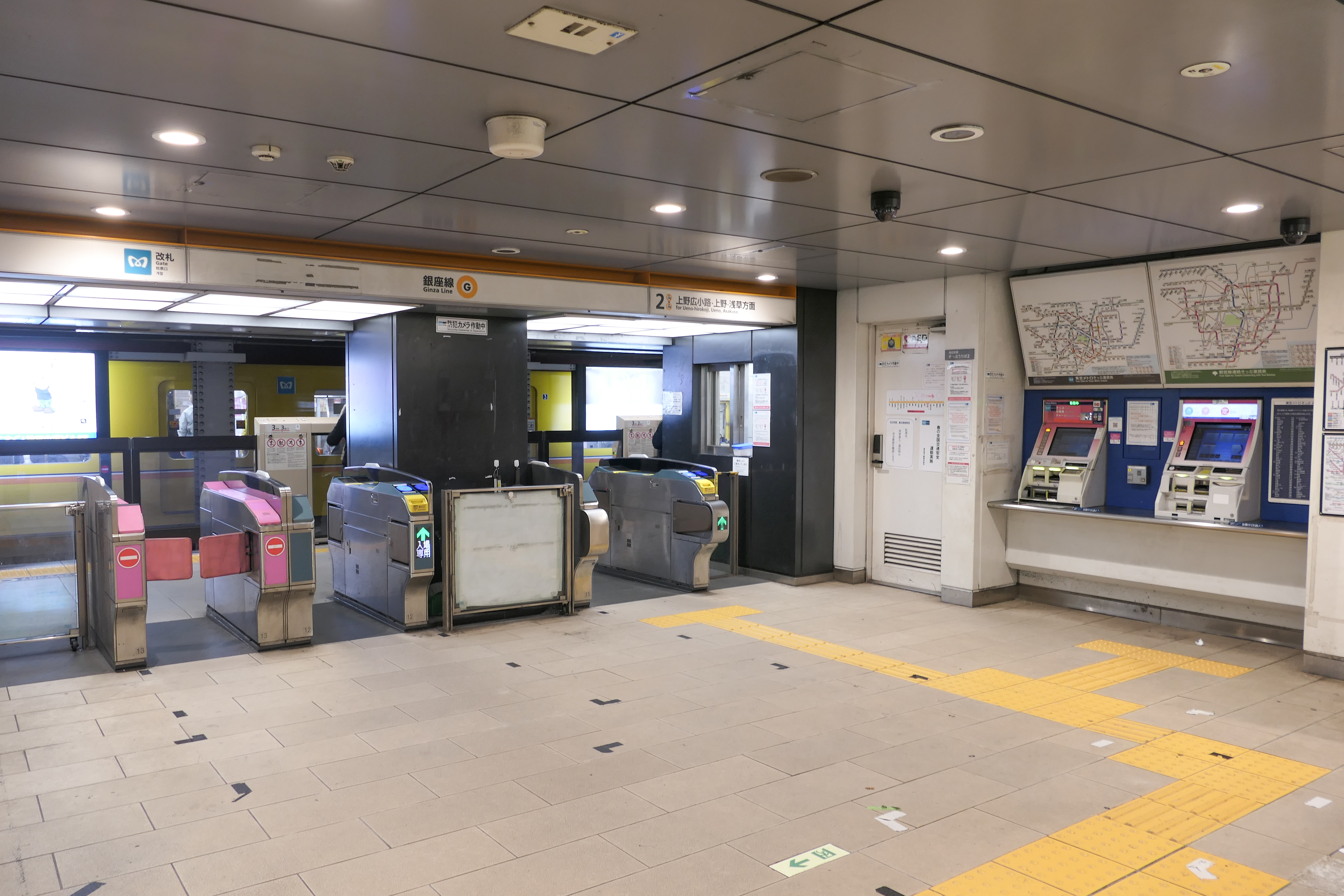
2號月台側的驗票閘口（2024年4月）
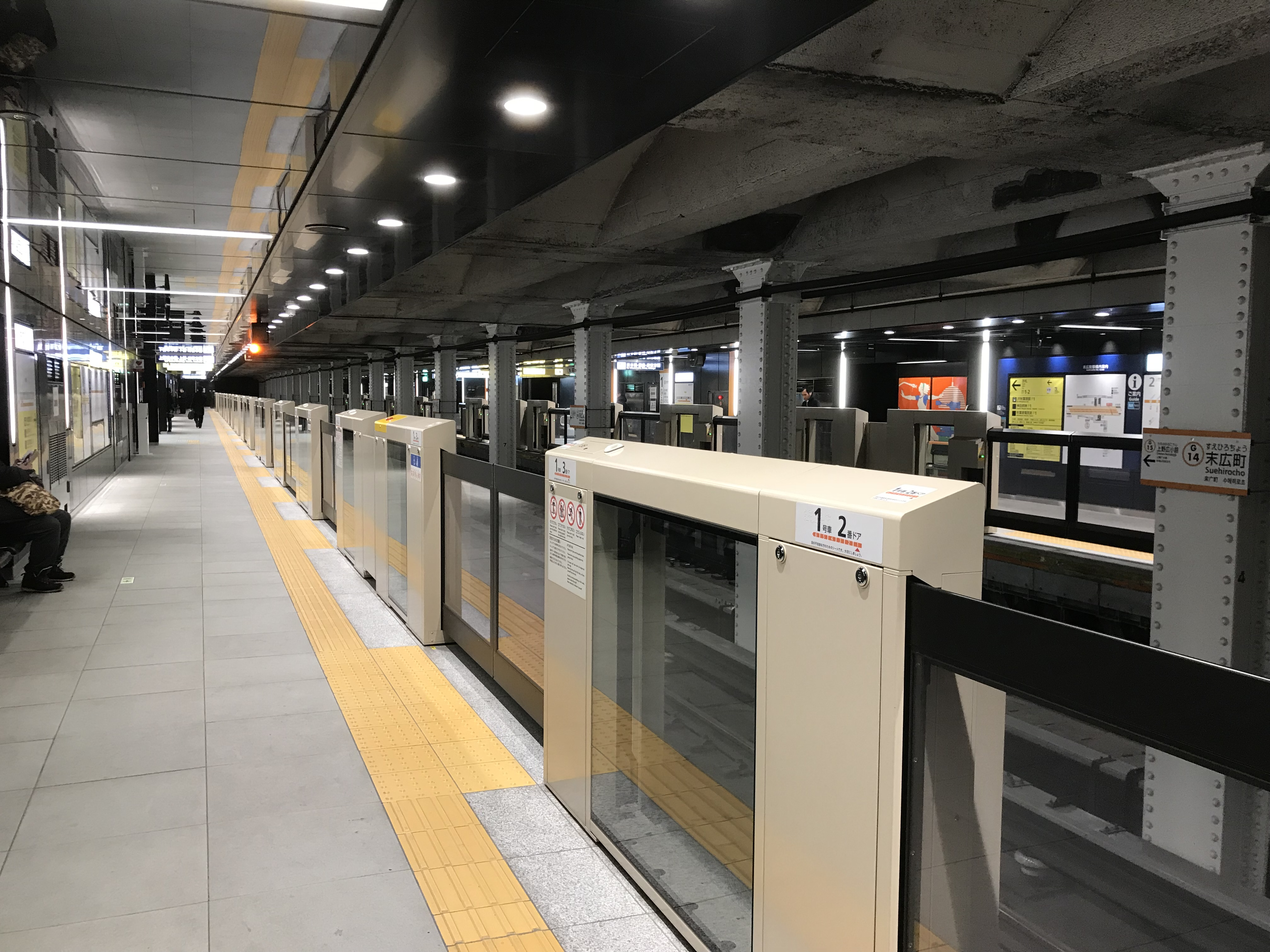
月台（2018年1月）

## 利用狀況
2017年度1日平均上下車人次為24,743人。東京地下鐵全部130個車站當中排行120位。銀座線車站上下車人次當中僅多於稻荷町站、上野廣小路站。
近年1日平均上下車人次、上車人次推移如下表。
| 年度               | 1日平均 上下車人次 | 1日平均 上車人次 | 來源     |
| ------------------ | ------------------ | ---------------- | -------- |
| 1992年（平成04年） |                    | 10,197           | [ * 1 ]  |
| 1993年（平成05年） |                    | 10,211           | [ * 2 ]  |
| 1994年（平成06年） |                    | 10,425           | [ * 3 ]  |
| 1995年（平成07年） |                    | 10,516           | [ * 4 ]  |
| 1996年（平成08年） |                    | 10,874           | [ * 5 ]  |
| 1997年（平成09年） |                    | 10,830           | [ * 6 ]  |
| 1998年（平成10年） |                    | 10,762           | [ * 7 ]  |
| 1999年（平成11年） |                    | 10,366           | [ * 8 ]  |
| 2000年（平成12年） | 20,523             | 10,203           | [ * 9 ]  |
| 2001年（平成13年） | 20,517             | 10,192           | [ * 10 ] |
| 2002年（平成14年） | 20,081             | 10,005           | [ * 11 ] |
| 2003年（平成15年） | 19,839             | 9,842            | [ * 12 ] |
| 2004年（平成16年） | 20,052             | 9,959            | [ * 13 ] |
| 2005年（平成17年） | 20,580             | 10,112           | [ * 14 ] |
| 2006年（平成18年） | 21,171             | 10,405           | [ * 15 ] |
| 2007年（平成19年） | 22,094             | 10,814           | [ * 16 ] |
| 2008年（平成20年） | 21,694             | 10,712           | [ * 17 ] |
| 2009年（平成21年） | 21,029             | 10,444           | [ * 18 ] |
| 2010年（平成22年） | 21,097             | 10,471           | [ * 19 ] |
| 2011年（平成23年） | 20,426             | 10,128           | [ * 20 ] |
| 2012年（平成24年） | 20,916             | 10,345           | [ * 21 ] |
| 2013年（平成25年） | 21,291             | 10,569           | [ * 22 ] |
| 2014年（平成26年） | 21,910             | 10,847           | [ * 23 ] |
| 2015年（平成27年） | 23,119             | 11,448           | [ * 24 ] |
| 2016年（平成28年） | 23,841             | 11,770           | [ * 25 ] |
| 2017年（平成29年） | 24,743             |                  |          |

## 車站周邊
- 三菱東京日聯銀行秋葉原支店 - 與3號出口結合的建築物。
- 藏前橋通（日语：蔵前橋通り） - 中央通
- 神田明神
- 小平紀念東京日立醫院
- 上野黑門郵政局
- 構雄三商店（魚漿）
- 山田照明（日语：山田照明）
- Epson Direct（日语：エプソンダイレクト）
- 東芝PC工房
- 堺末廣大樓
  - TamTam秋葉原店　
  - Hello! Project Official Shop（日语：ハロー!プロジェクトオフィシャルショップ）秋葉原店
- 3331 Arts Chiyoda（日语：3331 Arts Chiyoda）（舊千代田區立練成中學）
- 2k540 AKI-OKA ARTISAN（日语：2k540 AKI-OKA ARTISAN）
- 煉瓦社（日语：煉瓦社）
- 唐吉訶德 秋葉原店
  - AKB48劇場
- 秋葉原CO大樓（舊軟件興業（日语：ソフトウェア興業）神田事業所）
  - 未來檢索Brazil（日语：未来検索ブラジル）
  - 東京產業新聞社（Gadget通訊（日语：ガジェット通信））
  - Nitro+
  - Digiturbo（日语：デジターボ）
  - ixtl（日语：イクストル）
  - Good Smile Company
  - MAX FACTORY
- 克拉克紀念國際高等學校（日语：クラーク記念国際高等学校） 秋葉原IT校園

## 巴士路線
Arts千代田3331巴士站
- 千代田區「風車（日语：風ぐるま_(千代田区)）」（「秋葉原線」秋葉原站開出 御茶之水站、千代田區役所方向）　由日立自動車交通（日语：日立自動車交通）運行

末廣町巴士站
- スカイホップバス（浅草・東京スカイツリーコース）　由日之丸自動車興業（日语：日の丸自動車興業）運行

## 相鄰車站
東京地下鐵
 銀座線
神田（G 13）－末廣町（G 14）－上野廣小路（G 15）

### 來源
東京都統計年鑑
1. ↑  .   [2019-01-05]. （原始内容存档于2013-08-15）.
2. ↑  .   [2019-01-05]. （原始内容存档于2013-02-03）.
3. ↑  .   [2019-01-05]. （原始内容存档于2013-02-03）.
4. ↑  .   [2019-01-05]. （原始内容存档于2013-02-03）.
5. ↑  .   [2019-01-05]. （原始内容存档于2013-02-03）.
6. ↑  .   [2019-01-05]. （原始内容存档于2016-03-04）.
7. ↑  東京都統計年鑑（平成10年）PDF
8. ↑  東京都統計年鑑（平成11年）PDF
9. ↑  .   [2019-01-05]. （原始内容存档于2016-03-04）.
10. ↑  .   [2019-01-05]. （原始内容存档于2016-03-04）.
11. ↑  .   [2019-01-05]. （原始内容存档于2017-07-29）.
12. ↑  .   [2019-01-05]. （原始内容存档于2017-07-29）.
13. ↑  .   [2019-01-05]. （原始内容存档于2017-07-29）.
14. ↑  .   [2019-01-05]. （原始内容存档于2017-07-29）.
15. ↑  .   [2019-01-05]. （原始内容存档于2017-07-29）.
16. ↑  .   [2019-01-05]. （原始内容存档于2017-07-29）.
17. ↑  .   [2019-01-05]. （原始内容存档于2017-07-29）.
18. ↑  .   [2019-01-05]. （原始内容存档于2016-03-26）.
19. ↑  東京都統計年鑑（平成22年）[永久][]
20. ↑  東京都統計年鑑（平成23年）[永久][]
21. ↑  東京都統計年鑑（平成24年）[永久][]
22. ↑  .   [2019-01-05]. （原始内容存档于2016-03-22）.
23. ↑  .   [2019-01-05]. （原始内容存档于2017-07-30）.
24. ↑  .   [2019-01-05]. （原始内容存档于2018-11-09）.
25. ↑  .   [2019-01-05]. （原始内容存档于2019-05-02）.

## 外部連結
- 末廣町/G14 | 路線・車站資訊 | 東京地下鐵

35°42′10.6″N 139°46′18″E / 35.702944°N 139.77167°E